# Francesco Salviati (arcivescovo)

Stemma dei Salviati

Francesco Salviati (Firenze, 1443 – Firenze, 26 aprile 1478) è stato un arcivescovo cattolico italiano.

## Biografia
Figlio di Bernardo di Jacopo Salviati e di Elisabetta Borromei, divenne arcivescovo di Pisa nel 1474, grazie alla nomina da parte di papa Sisto IV, e supportato dallo stesso papa avversò la signoria medicea, arrivando a esser uno dei principali responsabili nella "Congiura dei Pazzi" che mirava ad eliminare fisicamente i due eredi della casata dei Medici, i giovani Lorenzo e Giuliano e che ebbe luogo nella cattedrale di Santa Maria del Fiore, il 26 aprile 1478. La riuscita fu solo parziale, perché Giuliano perì, ma Lorenzo si salvò nella sacrestia della Cattedrale, mentre il popolo si schierava con i Medici insorgendo contro i congiurati.
Francesco venne così catturato, dichiarato colpevole e immediatamente impiccato ad una finestra di Palazzo Vecchio.

## Nei media
- L'arcivescovo Salviati è uno degli antagonisti principali della seconda stagione della serie televisiva I Medici, in cui è interpretato da Jacob Fortune-Lloyd.
- Appare nel videogioco Assassin's Creed II, in cui invece di morire impiccato, viene ucciso dai mercenari al soldo di Ezio Auditore.